# قاعدة كويرس الجوية العسكرية
قاعدة كويرس الجوية العسكرية أو مطار رسم العبود هي قاعدة جوية في محافظة حلب، سوريا. وهي تقع الي الشمال الشرقي من كويرس شرقي، بين السفيرة في الغرب و‌دير حافر في الشرق. وقد استخدمت للأغراض التعليمية أساسًا.

## حصار قاعدة كويرس الجوية
في 18 مارس 2014، أفيد أن جهدًا بعنوان «ولا تفرقوا» يهدف إلى الاستيلاء على قاعدة كويرس الجوية. وحاصرت القوات المعارضة كويرس لأكثر من عام ولكنها لم تقم باجتياحها. ومع ذلك، ومع اشتداد الاقتتال بين المعارضة و‌داعش، فإن داعش غادرت علي ما يبدو (أو أجبرت علي الخروج) في ساحه المعركة وشعار جديد بدون اسمها نشر علي الإنترنت من قبل لواء آخر. بعد أن حاصرتها داعش لأكثر من سنتين حررها الجيش السوري في نوفمبر عام 2015 في هجوم كويرس. ونجا 300 من أصل 1,100 جندي فقط من حصار القاعدة الجوية.

## وصلات خارجية
- Wikimapia